# Лэутарская музыка
Лэута́рская музыка (рум. muzică lăutărească) — музыкальная традиция, распространённая в румынских исторических регионах (Валахия, Молдова и Трансильвания). Её исполнителями являются лэутары — профессиональные музыканты, чаще всего цыганского происхождения, играющие на свадьбах, крестинах, похоронах и других общественных мероприятиях. Лэутарская музыка включает широкий репертуар, сочетающий традиционные народные мелодии с элементами городской, восточной и западной музыкальных традиций. Музыканты исполняют произведения на слух, часто используя сложную орнаментику и импровизацию. Основные инструменты в старой лэутарской музыке — скрипка, най и кобза.

## Лэутарская и крестьянская музыка
В традиционной румынской музыкальной культуре сосуществуют два направления: профессиональная лэутарская музыка и любительская крестьянская музыка.
Для крестьянской музыки характерны инструментальные произведения в ритме рубато, исполняемые преимущественно на духовых инструментах, таких как тилинка, флуер, кавал, бучум и другие. Вокальный репертуар включает дойны, бо́четы и колинды. Основными носителями этой традиции являются пастухи, а также крестьяне, занимающиеся другими видами деятельности, для которых музыка является частью бытовой культуры. Они исполняют её в домашней обстановке или в узком кругу, реже — на посиделках. Репертуар, как правило, ограничивается несколькими мелодиями. Инструменты обычно изготавливаются самостоятельно и могут отличаться по конструкции, а ансамблевое исполнение встречается крайне редко.
Лэутарская музыка исполняется профессиональными музыкантами — лэутарами, большинство из которых составляют цыгане, хотя среди них встречаются и представители других этнических групп. Дмитрий Кантемир описывал свадебные традиции в Молдове XVIII века: «…приглашают … музыкантов, каковыми едва ли бывают не цыгане…». Аналогичная ситуация наблюдалась и в Валахии, при этом в Буковине, Банате, Марамуреше и Трансильвании участие румынских музыкантов было значительно больше. По данным ведущего румынского исследователя лэутарской музыки Сперанцы Рэдулеску, около 80 % румынских лэутаров являются цыганами.
Лэутары зарабатывают на жизнь музыкой, исполняя её на свадьбах, крестинах и похоронах в румынских и цыганских общинах, играя при этом важную роль своеобразных посредников в ритуальных процессах. Они выступают преимущественно в составе музыкальных коллективов, известных как тарафы, и выбирают более сложные инструменты. В их составе преобладают струнные инструменты — скрипка, кобза, цимбалы, контрабас; встречаются также духовые, такие как най и чимпой, в XX веке появился аккордеон. В Молдове существуют также медные духовые оркестры лэутаров (рум. fanfara, например, Fanfara Zece Prăjini).
Чёткого стилистического разграничения между двумя направлениями румынской традиционной музыки не существует: лэутары часто используют пастушеские мелодии. Многие лэутарcкие композиции, например, позаимствовали противопоставление дойны и танцевальной части у музыкальной поэмы «Когда пастух потерял овец»: «Doina și hora», «Doina și bătuta», «Doina și brâul», «Doina și sârba» и другие. Официальная фольклорная музыка, пропагандируемая на телевидении и радио, представляет собой формализованную и адаптированную интерпретацию обоих направлений.

## История
Профессиональные музыканты-лэутары известны в Молдове и Валахии как минимум с XVI века. Название связано со словом «лэу́тэ» (рум. lăută) или «алэу́тэ» (рум. alăută), происходящим от араб. al-ʿūd‎ (уд) — инструмента из семейства лютен, ранней формы кобзы. Первое документальное упоминание о лэутарах датируется 1558 годом, когда господарь Валахии Мирча Чобанул дарит лэутара Русте ворнику Динга из Молдовы. С 1723 года в городах начинают появляться первые гильдии лэутаров. Возникновение гильдии профессиональных музыкантов, предположительно, связано с рабством цыган в румынских землях, которое продолжалось с конца XIV века до середины XIX. Князья, бояре и монастыри владели крепостными цыганами, среди которых встречались кузнецы, повара, а также музыканты, игравшие на всех праздниках. После освобождения ромов из рабства лэутары постепенно вытеснили крестьянских музыкантов-любителей, став основными исполнителями музыки на общественных мероприятиях в деревнях.
Первоначальными инструментами лэутаров были скрипка (в своей архаичной форме — кеменче или ребек, лэута (алэута) и барабаны. В XVIII—XIX веках наиболее распространёнными инструментами среди лэутаров были скрипка, най и кобза. В 1775 году французский историк Жан-Луи Карра, находясь в Яссах, описывал цыганских музыкантов, исполнявших музыку на скрипке, кобзе и дудке с восемью отверстиями. В 1820 году британский консул в княжествах Молдова и Валахия Уильям Уилкинсон также упоминал скрипку, най и кобзу как наиболее типичные инструменты. С конца XIX века кобза постепенно вытеснялась цимбалами, которые, в свою очередь, в XX веке были частично заменены аккордеоном. Молдавские лэутары к концу XIX века перестали использовать най, в то время как в Валахии инструмент сохранился.
В конце XVIII — начале XIX века лэутарская музыка в основном представляла собой сельский фольклор. Во времена правления фанариотов лэутары стали часто путешествовать в Османскую империю, где они выступали и откуда заимствовали новый репертуар. Тибериу Александру отмечает, что около 1800 года лучшими скрипачами Константинополя были румынские цыгане. К середине XIX века репертуар лэутаров значительно расширился, включив в себя популярные городские песни, а также греческие и турецкие мелодии. Некоторые народные песни в исполнении лэутаров приобрели восточные черты. С середины XIX века, с распространением западной музыки, в их репертуаре появились европейские танцевальные мелодии и фрагменты западной классической музыки. Хотя традиционно лэутары играли на слух, в XX веке среди них стали встречаться музыканты, владеющие нотной грамотой.
Румынский писатель, поэт, композитор и фольклорист Антон Панн, используя византийскую музыкальную нотацию, записал в своей книге «Избранные стихи или мирские песнопения» (1831, 1837) ряд светских песен, среди которых были и лэутарские. Франц Ружицкий в 1834 году опубликовал в Яссах сборник «Восточная музыка: 42 молдавские, валашские, греческие и турецкие песни и танцы». Сборник содержал преимущественно румынские народные мелодии, в том числе лэутарские, транскрибированные для фортепиано. В 1852—1854 годах Кароль Микули, по рекомендации писателя Василе Александри, познакомился с музыкой буковинского лэутара Николае Пику, что привело к изданию четырёх тетрадей фортепианных транскрипций лэутарской музыки. Поскольку в XIX веке ещё не существовало методов точной записи народной музыки, при транскрипции не-темперированная мелодика адаптировалась к классическому строю, а нерегулярный гибкий ритм переводился в равномерную метроритмику академической музыки. 
В первой половине XX века румынскую традиционную музыку, включая лэутарскую, записывали композитор Бела Барток (1908—1917, на восковые цилиндры) и румыно-швейцарский музыкальный критик и фольклорист Константин Брэилою (1928—1943, на восковые цилиндры и граммофонные пластинки). Барток также делал транскрипции лэутарских песен, включённых в его исследование народной музыки румын комитата Бихор. Сперанца Рэдулеску, известная как «мама лэутаров», занималась записью и изучением лэутарской музыки с середины 1970-х годов.

### Культурные влияния
Ряд произведений Белы Бартока демонстрирует влияние румынской лэутарской музыки, включая «Румынские народные танцы» и «Рапсодию № 1 для скрипки и фортепиано»… Румыно-французский композитор Джордже Энеску в «Румынской рапсодии № 1» (1901) использовал несколько лэутарских мелодий, среди которых «Mugur, mugur, mugurel», опубликованная Антоном Панном в 1837 году, и «Ciocârlia» Ангелуша Динику.
А. С. Пушкин прожил в Кишинёве несколько лет, и вечера с музыкантами-лэутарами были частью его быта. В. П. Горчаков писал: «…Пушкина… занимала известная молдавская песня „Тю юбески питимасура“, и ещё с большим вниманием прислушивался он к другой песне — „Ардема́ — Фриде — ма́“, с которою, уже в то время, он породнил нас своим дивным подражанием, составив из неё известную песню в поэме „Цыганы“, именно: „Жги меня, режь меня…“». В письме П. А. Вяземскому Пушкин отмечал: «Радуюсь, однако, участи моей песни „Режь меня“. Это очень близкий перевод, посылаю тебе дикий напев подлинника. Покажи это Вьельгорскому — кажется, мотив чрезвычайно счастливый. Отдай его Полевому и с песней». Ноты «дикого напева» были напечатаны в 1825 году в «Московском телеграфе».
В комментариях к своему переводу «Евгения Онегина» Владимир Набоков проследил путь молдавской лэутарской песни «Arde-mă și frige-mă» от её адаптации в переводе Проспера Мериме поэмы «Цыганы» до арии Кармен в одноимённой опере Бизе (фр. Coupe-moi, brûle-moi, e ne dirai rien...). Позднее эта мелодия, через Ивана Тургенева, появилась в песне цыганки Степаниды произведении в «Братьях Земганно» Эдмона де Гонкура (фр. Vieux époux, barbare époux, Egorge-moi! brûle-moi!).
Набоков же отметил, что так называемая молдавская песня Пушкина «Чёрная шаль» была переведена на румынский язык и стала «народной песней». Перевод выполнил в 1837 году молдавский поэт и писатель Константин Негруцци, имя композитора остаётся неизвестным. В исполнении цыганского певца Дона Думитру Симиникэ эта песня стала одной из знаковых композиций лэутарской музыки.

Румынский фольклорист и музыковед Теодор Бурада пересказывает историю, опубликованную в журнале «La Vie Parisienne», о встрече в Яссах Ференца Листа со старостой лэутаров Ясс Василе Барбу, более известным как Барбу Лэутару. В январе 1847 года, во время гастролей по Трансильвании, Валахии и Молдове, Лист был приглашён в дом местного боярина, где для гостей играл тараф Барбу Лэутару, состоящий из скрипки, ная и кобзы. Согласно рассказу, Лист был восхищён игрой Барбу Лэутару, а также его способностью точно воспроизвести на слух фортепианную пьесу, которую Лист исполнил перед ним. Сам Лист упоминает встречи с несколькими лэутарскими группами в Бухаресте и Яссах, не называя имён: «Мы обнаружили у них прекрасную жилу великого музыкального наследия». После встречи с лэутаром Николае Пику Лист включил в свою «Румынскую рапсодию» мелодию молдавского танца «Corăgheasca».
В 1889 году лэутары Ионика Динику и Ангелуш Динику (отец и дед известного лэутара Григораша Динику) участвовали в работе Всемирной выставки в Париже. Среди исполняемых произведений была мелодия для ная «Ciocârlia», авторство которой приписывают Ангелушу Динику. В переложении Григораша Динику для скрипки мелодия стала одним из символов лэутарской музыки. Французский обозреватель в «Обзоре Всемирной выставки 1889 года» отметил музыкальные способности румынских цыган: «…одарённые в высшей степени, сами по себе почти являются инструментами».

## Стили
Лэутарская музыка сложна и изысканна, а её исполнение требует хорошей техники. Импровизация является важной частью лэутарской музыки. В большинстве случаев, когда лэутар исполняет мелодию, он её переосмысливает. Это роднит лэутарскую музыку с джазом. Скрипка является центральным инструментом, а лэутары славятся своей виртуозностью, развивая уникальные техники:
- Глиссандо: Часто используются для связывания нот в медленных мелодиях, акцентирования быстрых пассажей и выполнения широких скачков. В отличие от западных скрипачей, лэутары не скрывают смену позиций, используя короткие скольжения для соседних нот и длинные глиссандо при смене позиций.
- Вибрато: Как правило, шире и быстрее, чем в классической музыке. Большинство лэутарских скрипачей делают вибрато рукой, а не запястьем, что обусловлено традиционной посадкой инструмента. Некоторые применяют медленное, широкое вибрато, прижимая пальцы к струне всей поверхностью.
- Смычковая техника: Быстрое деташе, исполняемое с минимальным движением запястья и пальцев, сильное мартеле, динамическое нарастание в середине штриха, аналогичное классическому месса ди воче[англ.], и бариолаж[англ.] bariolage для ритмического эффекта.
- Скордатура: Нетрадиционные настройки струн, обеспечивающие более насыщенное звучание и упрощение исполнения сложных гармоний[xiv].
- Двойные ноты: Часто включают открытые струны, имитируя звучание чимпоя. Скордатура может использоваться для создания бурдонных эффектов и резонирующих гармоний.
- Орнаментика: Исполняется на максимальной скорости и включает тремоло, морденты, апподжиатуры и мелизматические пассажи. Характерной чертой является вибрационное тремоло, при котором трель выполняется без полного прижатия пальца к струне, создавая быстрый, размытый эффект.
- Выразительные эффекты: Игра на конском волосе, прикреплённом к струне[37], sul ponticello (игра у подставки, создающая приглушённый тембр, напоминающий звучание ная), а также крехц (вокализованный орнамент, заимствованный из клезмерской традиции, при котором лёгкий удар по верхней ноте сопровождается выделением нижней, создавая эффект вздоха).

Леопольд Ауэр в 1923 году пишет об известных всему миру венгерских скрипачах, цыганах, «…с которыми могут тягаться… одни только цыгане румынские».
Единого стиля лэутарской музыки не существует — её музыкальные формы варьируются в зависимости от региона. Музыка городских лэутаров отличается от музыки сельских исполнителей. Сельские лэутары, такие как Александру Черчел, Константин Лупу (рум. Constantin Lupu, 1951—2013, Ботошань) ближе к традиционной крестьянской музыке. Городские лэутары, напротив, адаптируют и развивают музыку, ориентированную на городскую аудиторию, так называемая рум. muzica de mahala. Как отмечают молдавские исследователи, стилистические исследования музыки лэутар Бессарабии практически отсутствуют, за исключением отдельных фрагментов в книге Котлярова.
Николае Филимон, писатель, фольклорист, музыкант и первый румынский музыкальный критик, пишет, что кроме пастушеских мотивов, лэутары черпали вдохновение из византийской церковной музыки, восточной (турецкой) музыки, а позже и из европейской.
Сперанца Рэдулеску подчёркивала, что лэутарская музыка — это не цыганская, а румынская музыка. Она неоднократно записывала у лэутар редкие или совсем забытые румынские народные мелодии. Цыгане-лэутары оказались прекрасными хранителями румынской музыкальной традиции. Она же отмечала сочетание уважения к традиции с любовью к инновациям — лэутары первыми схватывают новые мелодии, приёмы, тенденции. Тарафы и лэутары играли ключевую роль в сохранении традиционной музыки, передавая её из поколения в поколение и сохраняя её аутентичное звучание и стилистические особенности.
Лэутарская музыка развивалась под влиянием вкусов и предпочтений заказчиков. В этих условиях лэутары были вынуждены культивировать своего рода «эстетический конформизм и эклектизм», адаптируя свой репертуар к конкретному социальному контексту. Румынский и французский антрополог Виктор Стойкицэ отмечает, что «одно из представлений лэутаров о музыке заключается в том, что она состоит не столько в выражении собственных чувств, сколько в искусстве манипулировать эмоциями слушателей».
Основными составляющими лэутарского репертуара являлись: баллады или так называемые «старинные песни»; музыка для «слушания», танцев и застолий; свадебная музыка; популярная или модная музыка.
Музыкальные формы лэутарской музыки включают традиционные румынские танцы — хора, сырба, брыу, корэгя́ска, бэту́та и кэлу́ш, мелодии с асимметричными ритмами — джампара́, бря́за, русте́м лэутарские манеле, кадыня́ска, а также любовные дойны… Свадебная музыка включает также марши, заимствованные из репертуара военных оркестров.
В лэутарской музыке хоры могут исполняться в медленном, экспрессивном стиле, характеризующемся нерегулярными ритмическими группировками (например, 5+4 или 11+9) вместо обычного строго двудольного метра. Хоры, исполняемые в среднем и быстром темпах, иногда называемые hora lăutărească или hora țigănească, имеют чёткий двудольный пульс в аккомпанементе. Однако мелодические и ритмические подразделения часто строятся на 12-дольных пермутациях, создавая синкопированный эффект, напоминающий ритмические структуры в некоторых жанрах американского джаза.
Хотя значительная часть репертуара лэутарской музыки основана на западноевропейских мажорных и минорных ладах, важное место занимают и турецкие модальные концепции. Система макамов, как и другие модальные традиции Индии и Ближнего Востока, включает не только определённый лад или интервальную структуру, но также и иерархические отношения между звуками, подчинённые сложной системе правил, отсутствующих в европейской музыке.

### Лэутарская музыка и клезмер
С конца XVIII века в Молдове сосуществовали лэутары и клезмеры. Смешанные еврейско-цыганские ансамбли не были редкостью, а многие клезмеры и лэутары владели двумя или тремя языками — идишем, румынским и греческим. Это способствовало формированию смешанного репертуара: молдавская музыка с элементами клезмера для молдавской аудитории и клезмерская музыка с молдавскими элементами для еврейской. Клезмеры ассимилировали молдавские мотивы в свои основные жанры, сохраняя румынские названия (дойна, хора, жок, сырба, булгар…). Молдавская музыка считается главным нееврейским источником клезмерской традиции. В свою очередь, мелодии, такие как шер, фрейлехс и хусин вошли в репертуар лэутаров Бессарабии и Буковины. Филимон первым отметил, что еврейские музыканты принесли в регион цимбалы, впоследствии ставшие ключевым аккомпанирующим инструментом в лэутарских тарафах.

### Манеле
Термин «маня́» впервые появился в молдавских источниках в 1850-х годах. В то время это слово обозначало медленную, томную турецкую любовную песню, предположительно со свободным ритмом, перемежаемую причитаниями. К концу XIX — началу XX века манеле постепенно исполнялись всё реже и преимущественно лэутарами. Точное время появления танцевальных ассоциаций у песен манеле остаётся неясным. Примеры лэутарских манеле включают песни «Șaraiman», «Ileană, Ileană» Ромики Пучану и «Maneaua» Габи Лункэ.
В середине 1960-х годов среди музыкантов Бухареста появились новые манеле, возможно, под влиянием музыки тюркского населения румынской Добруджи. Для новых манеле характерен ритм чифтетелли (тур. çiftetelli, греч. τσιφτετέλι), используемый в танце живота в Анатолии и на Балканах. Этот жанр получил распространение среди цыганских общин юга Румынии, а в начале 1990-х годов, после отмены цензуры, новые манеле стали популярны по всей стране.

## Современная лэутарская музыка
В послевоенный период в Молдове начали появляться так называемые концертные тарафы, ориентированные на сценическое выступление, в отличие от традиционных лэутарских тарафов, связанных с народными обычаями и ритуалами. Такие коллективы могли быть как любительскими, так и профессиональными, входящими в состав государственных концертных учреждений. Состав варьировался от 4—5 музыкантов в небольших тарафах до 7—10 в крупных; лидер, как правило, играл на скрипке или аккордеоне. К 1970-м годам стиль концертных тарафов стал более эклектичным, а их репертуар — менее связанным с традиционной лэутарской музыкой. Использование нотных записей и аранжировок ограничивало характерный для лэутарской музыки импровизационный стиль. Репертуар концертных тарафов включал обработанные версии инструментальной и танцевальной музыки, а также народные песни.
Более развитой формой концертного тарафа стали оркестры народной музыки, создававшиеся в 1960-х и 1970-х годах в рамках государственных концертных учреждений. Количество музыкантов увеличилось до 15—25 человек, появилась закреплённая роль дирижёра, а большинство исполнителей имели академическую музыкальную подготовку. Фольклорный материал исполнялся в обработанном и стилизованном виде, традиционные ритмические и структурные элементы упрощались и становились более жёсткими.
В тот же период в Румынии, по советской модели, создавались крупные оркестры, насчитывавшие до 100 лэутаров. Среди них выделялся оркестр «Барбу Лэутару», основанный в 1949 году, в котором играли такие известные музыканты, как Фэникэ Лука, Луцэ Иовицэ, Виктор Предеску, Нику Стэнеску, Ионел Будиштяну, Ион Злотя, Ион Пэтурикэ и другие. Эти оркестры сыграли положительную роль в сохранении таких народных инструментов как кобза и най, при этом официально пропагандируемая музыка утратила импровизационный характер, а региональные особенности стали менее выраженными.
Во второй половине XX века элита городских лэутаров Бухареста стала привилегированной общиной, «цыгане из шёлка», хорошо ассимилированной в румынское общество. Известные исполнители присутствовали на радио и телевидении. Несмотря на доминирование мужчин в лэутарской музыке, центральное место в этот период занимали певицы Ромика Пучану и Габи Лункэ.
С 1972 года в научной литературе о лэутарской музыке перестали упоминаться цыгане. В этот период существовали комиссии, следившие за «чистотой» музыки лэутаров. В то же время распространилось мнение, что цыганские музыканты ответственны за деградацию румынской народной музыки. Французский музыковед Бернар Лорта-Жакоб, сотрудничавший со Сперанцей Рэдулеску, приводит её высказывание 1981 года: «цыгане не искажают румынскую музыку,… они делают её живой!».
С 1990-х годов многие лэутары стали известны за пределами Румынии, среди них Taraf de Haïdouks, Ромика Пучану, Габи Лункэ и Fanfare Ciocârlia. Taraf de Haïdouks принял участие в нескольких западных фильмах, включая Latcho Drom и Человек, который плакал. За музыку к последнему фильму коллектив в 2002 году был удостоен премии BBC Radio 3 Award for World Music в категории «Лучшая группа в регионе Европа — Ближний Восток».
Современное состояние лэутарской музыки во многом обусловлено изменением образа жизни общества, особенно в связи с урбанизацией и глобализацией. Лэутарская музыка уже не играет прежней роли на традиционных праздниках. Александру Черчел, записавший в 1957 году совместно с Институтом этнографии и фольклора около 150 мелодий, жаловался, что в последние 10—15 лет старые песни исчезают. Сперанца Рэдулеску пишет в аннотации к аудиокассете, выпущенной в 1993 году: «Эта кассета представляет собой первую опубликованную запись, посвящённую музыке сельских духовых оркестров Молдовы, запечатлённой в начале её великолепного, но неумолимого упадка».
Многие современные исполнители включают лэутарские элементы в поп-музыку и манеле. Это придаёт лэутарской музыке более широкую популярность, но иногда вызывает критику за упрощение или коммерциализацию оригинального стиля.
Одновременно с коммерциализацией возрос интерес к аутентичным народным традициям. Такие музыканты и исследователи, как ансамбль старинной музыки «Антон Панн», группа Trei parale, Богдан Симион, ансамбль Zicălașii (Румыния), а также Тудор Унгуряну и его фольклорный ансамбль Ștefan Vodă (Молдова), занимаются возрождением старинных форм и репертуара лэутарской музыки.
Сохранившиеся в Румынии традиционные лэутарские тарафы в 2020 году были включены в Репрезентативный список нематериального культурного наследия человечества UNESCO. В честь лэутаров назван Национальный оркестр народной музыки «Лэутарий» при Молдавской филармонии. Фильм «Лаутары» Эмиля Лотяну посвящён жизни молдавских лэутаров.